# 小平芳平
小平 芳平（こだいら よしへい 1921年（大正10年）8月13日 - 2001年（平成13年）6月18日）は、日本の政治家、宗教家。参議院議員（4期）。

## 経歴
長野県生まれ。1936年、高等科2年を卒業、造り酒屋に奉公、1937年愛知県名古屋市で水道局に勤める傍ら、夜学に通い、中学卒業検定試験に合格。1941年（昭和16年）春、上京し、中央大学に通う。
同年秋、時習学館の新聞の講師求人広告に応募し、創価教育学会の牧口常三郎に出会い、入会する。その後、学徒出陣で、徴兵検査を受け、入隊、終戦を迎える。
戦後、復員すると、創価教育学会から名前を改めた創価学会で、教学部長、機関誌『大白蓮華』編集長などを歴任。1950年代から60年代にかけて学会が大きく会員（信者）数を伸ばしていった折伏大行進を教学や理論の面で支えた。
1947年に後に3代目創価学会会長・名誉会長となる池田大作を折伏して入会させる。1956年、日蓮宗との『小樽問答』では、池田大作、辻武寿らと共に、創価学会側の弁士を務めた。
1956年7月8日、第4回参議院議員通常選挙に創価学会系無所属として立候補し、落選する。
1959年6月2日、第5回参議院議員通常選挙に立候補し、初当選。以後、連続4回当選を果たす。
1961年11月27日、公明政治連盟が結成され、参加。政策調査会長に就任する。公明政治連盟は3年後の1964年11月17日、正式な政党「公明党」に生まれ変わり、小平も結党から参加した。
1967年、公明党委員長の竹入義勝の下で公明党公害対策本部長に就任し、以降18年に渡り務める。
2001年（平成13年）6月18日、東京・港区の虎の門病院で死去。79歳。葬儀は家族葬で行われた。

## 人物
- 後に創価学会名誉会長となる池田大作は小平芳平に折伏された1人である。

## 役職歴
- 公明政治連盟政策調査会長
- 公明党公害対策本部長